# Hans-Jürgen Hauch
Hans-Jürgen Hauch (* 1959) ist ein deutscher Fechter und Fechttrainer. Er startete ursprünglich für den Fechtsportverein Klarenthal, mit dem er zahlreiche Titel erringen konnte. Er focht beim Heidenheimer SB, mit dessen Herren-Degenmannschaft er 1982, nach jahrelanger Dominanz des FC Tauberbischofsheim, den deutschen Meistertitel – ausgerechnet in Tauberbischofsheim – erringen konnte. Hauch wurde 1985 und 1987 der Königsbräu-Pokal als bestem Fechter des veranstaltenden Heidenheimer SB beim Heidenheimer Pokal verliehen. Er arbeitet heute als Landestrainer Damendegen des Württembergischen Fechterbundes und Vereinstrainer der Fechtabteilung des Heidenheimer SB im Landesleistungszentrum Heidenheim.
Zu seinen erfolgreichsten Athletinnen gehören Imke Duplitzer, Karin Mayer und Lis Rottler-Fautsch.